# 閃光粉

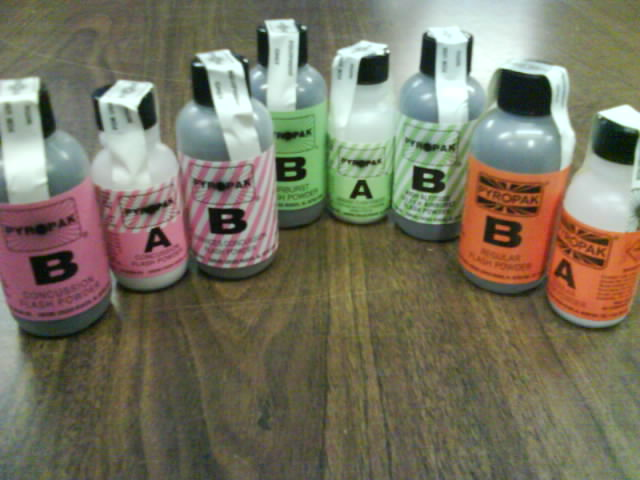
様々な閃光粉

閃光粉（せんこうふん）は暗い場所で写真を撮影する時に燃やして使用された粉である。

## 前史
暗い場所でも写真を撮影したいという欲求は古くからあり、高速レンズや感度向上の努力とともに人工光源の試みもさかんに行われていた。その成果の一つが1880年頃から使用されるようになったマグネシウムリボン発光器である。これは反射傘のついた器具に時計のゼンマイのようなマグネシウムリボンをセットし、先端を引き出して点火すると電気花火のように明るい光を発するものであった。

## 発明
これをさらに改良し、粉末にしたマグネシウムに塩化カリウムや硝酸カリウムを助燃剤として混合し、発光器の上に少量盛り、発火石等で点火する閃光粉が発明された。
使用する分量により光量を調整でき、狭い部屋でも広い部屋でも柔らかい光が充分に回り、経済的で便利であったため普及した。大きな音が出ることから「ボン炊き」と俗称された。
しかしマグネシウムが火の粉として飛び散り灰が降るため「室内にあった紙に火がつきボヤ騒ぎになった」「用意されていた料理をダメにしてしまった」等の逸話も多い。また爆発的に燃焼するため、写真フィルムが燃えやすいセルロイドベースであったこととあいまって、写真館の火災保険料が高く設定される原因にもなった。
熟練を要すること、危険であること、閃光電球が確実に発光するようになったことから使用されなくなった。